# 愉景灣巴士DB08R線
愉景灣巴士DB08R線是香港一條來往愉景灣碧濤軒28號及中環（三號碼頭）的深宵居民巴士路線，由愉景灣交通經營，提供愉景灣來往中環的深宵循環居民巴士服務。
本線與DB03R線及DB03P線為僅有三條開往離島區以外的愉景灣巴士路線，亦是唯一一條開往大嶼山以外的路線。

## 歷史
有鑑於往返愉景灣至中環的渡輪航線，在深宵時段的載客量偏低，愉景灣交通服務遂建議仿效珀麗灣於深宵時段以巴士替代渡輪的模式（即NR338線），增設通宵巴士路線，編號為DB08R，來往蘅峰（碧濤軒）及中環3號碼頭，區內途經愉景廣場、愉景灣道及愉景北商場，而區外則停靠青嶼幹線繳費廣場及中環（港澳碼頭）站，以取代通宵時段的渡輪服務，並為愉景灣道沿線及愉景灣北一帶提供免轉車直達中環的通宵巴士服務。
不過上述計劃遭愉景灣居民多番反對，導致路線久久未能開辦。直至2019冠狀病毒病疫情爆發，令通宵渡輪需求大跌，愉景灣交通服務為求節省成本，遂致函運輸署申請臨時修改渡輪服務及將通宵服務以巴士取代。
最終有關申請在2020年7月29日獲運輸署通知批准以臨時路線形式提供服務，愉景灣起點站設於愉景廣場，不途經蘅峰一帶及不停青嶼幹線繳費廣場站。
- 2020年8月10日：本線因應2019冠狀病毒病疫情惡化導致通宵渡輪服務需求大跌而投入服務，為取代深宵時段渡輪的替代巴士服務，同時成為愉景灣首條往返市區的正式居民巴士路線。[4]

- 2020年9月10日至10月16日：因應渡輪緊急維修和繁忙時間應急需要，本線在早上繁忙時間加開2班往中環班次。[5] [6]

- 2021年4月26日：[7][8]
  - 星期一至五加至8班，星期六、日及公眾假期加至7班
  - 延長至碧濤軒28號
  - 調整全程收費至$50.0（居民八達通收費$36.0）

## 服務時間
| 由碧濤軒28號開出 | 由碧濤軒28號開出 | 由中環（三號碼頭）開出 | 由中環（三號碼頭）開出 |
| ---------------- | ---------------- | ---------------------- | ---------------------- |
| 服務日期         | 服務班次         | 服務日期               | 服務班次               |
| 每日             | 00:15            | 每日                   | 01:10                  |
| 每日             | 01:00            | 每日                   | 02:00                  |
| 每日             | 02:30            | 每日                   | 03:30                  |
| 每日             | 04:00            | 每日                   | 05:00                  |
| 每日             | 05:00            | 每日                   | 05:50                  |

## 車資
- 全程收費：
  - 訪客收費：HK$63.70/HK$55.80（早上班次）
  - 居民收費：HK$45.80/HK$38.20（早上班次） （必須使用愉景灣居民之認可八達通付款）
- 過愉景灣隧道後往愉景廣場：
  - 訪客收費：HK$6.80
  - 居民收費：HK$5.60 （必須使用愉景灣居民之認可八達通付款）
- 本線不設八達通轉乘優惠。
- 本線全程收費設有12歲以下小童及65歲或以上長者半價優惠，過愉景灣隧道後往愉景灣方向，則大小同價。
- 60歲或以上長者使用「樂悠咭」，以及合資格殘疾人士使用「殘疾人士身份」個人八達通繳付車資，均可享有每程$2.0或以下（以較低者為準）的票價優惠。
- 乘客只可使用八達通繳費，不設現金付款。
- 居民收費必須使用「愉景灣居民八達通」繳付車資。
- 每位成人乘客可免費攜帶最多兩名3歲以下而不佔座位的兒童乘客乘車，超額之3歲以下小童必須繳付小童車費乘車。

## 路線紀錄
DB08R線創下以下紀錄：
1. 唯一服務大嶼山以外地區的愉景灣對外居民巴士路線。
2. 愉景灣巴士行車里數最長的居民巴士路線。
3. 愉景灣巴士首條過海居民巴士路線。
4. 愉景灣（以至全香港）收費最高的居民巴士路線。

## 行車路線
- 由愉景廣場開：愉景灣道，有蓋行車通道，海澄湖畔路，有蓋行車通道，尚堤公共運輸交匯處，愉景灣隧道，翔東路，欣澳道，竹篙灣公路，北大嶼山公路，青嶼幹線，青衣西北交匯處，長青公路，長青隧道，青葵公路，西九龍公路，西區海底隧道，干諾道西，干諾道中，民光街，民耀街，康樂廣場，干諾道中，支路，干諾道中，林士街天橋，西區海底隧道，西九龍公路，青葵公路，長青隧道，長青公路，青衣西北交匯處，青嶼幹線，北大嶼山公路，竹篙灣公路，欣澳道，翔東路，愉景灣隧道，有蓋行車通道，海澄湖畔路，有蓋行車通道及愉景灣道。

### 車站一覽
| 碧濤軒28號開 | 碧濤軒28號開       | 碧濤軒28號開       | 中環（三號碼頭）開 | 中環（三號碼頭）開 | 中環（三號碼頭）開 |
| 車站         | 車站名稱           | 位置               | 序號               | 車站名稱           | 位置               |
| ------------ | ------------------ | ------------------ | ------------------ | ------------------ | ------------------ |
| 1            | 碧濤軒28號         | 愉景灣道           | 1                  | 中環三號碼頭       | 民光街             |
| 2            | 碧濤軒8號          | 愉景灣道           | 2                  | 干諾道中22-23號    | 干諾道中           |
| 3            | 愉景灣道近蘅暉徑   | 愉景灣道           | 3                  | 愉景灣隧道收費廣場 | 愉景灣隧道收費廣場 |
| 4            | 海堤居22號（對面） | 愉景灣道           | 4                  | 愉景北商場         | 海澄湖畔路         |
| 5            | 愉景廣場巴士總站   | 愉景廣場           | 5                  | 海澄湖畔二段安澄閣 | 愉景灣道           |
| 6            | 海燕徑15號         | 愉景灣道           | 6                  | 時峰               | 愉景灣道           |
| 7            | 愉景灣國際學校     | 愉景灣道           | 7                  | 翠山閣             | 愉景灣道           |
| 8            | 翠山閣             | 愉景灣道           | 8                  | 明翠台             | 愉景灣道           |
| 9            | 時峰               | 愉景灣道           | 9                  | 海燕徑15號         | 愉景灣道           |
| 10           | 愉景北商場         | 海澄湖畔路         | 10                 | 愉景廣場巴士總站   | 愉景廣場           |
| 11           | 尚堤交通交匯處     | 尚堤交通交匯處     | 11                 | 海堤居20號         | 愉景灣道           |
| 12           | 愉景灣隧道收費廣場 | 愉景灣隧道收費廣場 | 12                 | 愉景灣道近蘅暉徑   | 愉景灣道           |
| 13           | 港澳碼頭巴士總站   |                    | 13                 | 碧濤軒8號（對面）  | 愉景灣道           |
| 14           | 中環三號碼頭       | 民光街             | 14                 | 碧濤軒28號         | 愉景灣道           |

## 外部連結
- 愉景灣居民巴士DB08R線－681巴士總站 （页面存档备份，存于）
- 愉景灣居民巴士DB08R線官方路線資料 （页面存档备份，存于）